# Karel Candael
Karel Candael   (Anvers, 4 de setembre de 1883 - Rotterdam, 27 de març de 1948) fou un compositor, professor i director de música belga.

## Biografia
Karel Candael era el fill de Jozephus Cornelis Candael i Maria Werner. Es casa amb Anna Creutz, una cantant de coloratura amb qui també actuava en concerts. D'aquest matrimoni van sorti el compositor i director Steven Candael i la ballarina i coreògrafa Marina Candael (1922-2003).

## Carrera
Karel Candael va estudiar al Conservatori d'Anvers amb Jan Blockx, Emile Wambach (harmonia), Jozef Tilborghs i Lodewijk Mortelmans (contrapunt i fuga). Després de la seva formació, va ser molt actiu en cors i va fundar la coral De Zangkapel. El 1907, la seva cantata Genovena van Brabant va rebre una menció honorífica (3r premi) a la competició del Prix de Rome. Després és l'únic candidat a presentar un text en neerlandès. El 1909 va ser nomenat segon director d'orquestra de la Reial Òpera Flamenca. Dos anys després, fou el director del "Royal Dutch Theatre". Des de 1930 va ser també director dels concerts del casino a Knokke.
Com a professor, Candael va treballar durant diversos anys al Reial Conservatori Flamenc. Posteriorment, va ensenyar música a les escoles de la ciutat d'Anvers durant la guerra i es va convertir en professor de teoria de la música el 1919. El 1934, va ser ascendit al contrapunt i al professor.
El 1937, va col·laborar amb la violista Lola Bobesco (una de les guanyadores del Premi Ysaye) per a l'emissió d'un concert amb L'Opéra Royal Flamand.
Candael també va ser actiu com a compositor: va escriure els ballets The Seven Deadly Sins (1927), Le Cantique des cantiques (1936) i l'oratori The Marialeven (1941-1943) basat en un text del seu amic Maurice Gilliams. Aquest últim va ser filmat el 1991 per BRT.
Es va incorporar al moviment socialista. Com a tal, va estar als Països Baixos a Març de 1948. Dirigiria un concert de la coral Lassalle d'Anvers en el marc d'una festa fraternal. El 27 de març de 1948 dirigia Altrapody de Johannes Brahms amb el cantant Hester Blok, quan es va ensorrar probablement després d'un atac de cor. Les restes es van col·locar a la capella de Sint Franciscus Gasthuis.